# ريا (قمر)
القمر ريا هو ثاني أكبر قمر لزحل وهو تاسع أكبر قمر في المجموعة الشمسية. وقد اكتشف في عام 1672م من قبل جيوفاني كاسيني .

## التسمية
اسم ريا اسم مأخوذ من الأساطير اليونانية ، «أم الآلهة».
سمّى كاسيني أربعة أقمار اكتشفها ( تيثيس ، ديون ، وريا و إيابيتوس ) . وقد اتفق علماء الفلك إلى تسميتهم بالإضافة إلى القمر تيتان بزحل الأول, الثاني, الثالث , الرابع, الخامس وبعد اكتشاف كل من إنقليدس وميماس ، في 1789 ، أضيف إلى الترقيم السادس و السابع.

## الصفات الفيزيائية
ريا جسم جليدي مع كثافة حوالي 1.233g/cm3. .و تشير هذه الكثافة المنخفضة إلى أن ربع تركيبه من الصخور والباقي من جليد الماء، ريا من حيث حجمه هو ثاني أكبر قمر لزحل بينما هو القمر التاسع في الحجم في المجموعة الشمسية بينما القمر العاشر من حيث الكتلة. أفترض في السابق أن نواة ريا نواة صلبة لكن القياسات التي أخذت أثناء تحليق كاسيني على مسافة قريبة وجد أن عزم العطالة مساويا 0.4 kg·m2 وتشير هذه القيمة إلى تجانس كبير ضمن النواة (مع بعض الجليد المضغوط في وسط) ، في حين وجود نواة صلبة يحتم أن يكون عزم العطالة 0.34.
ملامح ريا تشبه تلك التي من ديون ، مما يشير إلى تكوين مماثلة والتاريخ. درجة الحرارة ريا 99 كلفن (-174 درجة مئوية) في ضوء الشمس المباشر ، وبين 73 كلفن (-200 درجة مئوية) و 53 كلفن (-220 درجة مئوية) في الظل.
مثل ديون يوجد على سطح ريا حفر كبيرة ناتجة عن الاصطدام النيزكي ولكن خلافا لديون لا يوجد تضاريس تحوي انكسارات حادة. كما يوجد خط باهت من المواد والتي من الممكن أن تكون قد تكونت نتيجة هبوط المواد من الحلقة. يحوي ريا أثر لحوضين كبيرين في النصف غير المقابل لزحل بحيث يبلغ مقطعهما بين 400-500 كم .
يمكن تقسيم سطحه إلى منطقتين مختلفتين جيولوجيا تبعا لكثافة الحفر. الأولى تحوي حفر قطرها أكبر من 40 كم و المنطقة الثانية قريبة من القطب و خط الاستواء تحوي حفر أقل من ذلك. وأدى هذا إلى فرضية حدوث حدث تصادمي مختلف أثناء فترة ما من تشكيله. ويلاحظ أيضا في النصف الغربي شبكة من البقع المضيئة وخلفية أكثر قتامة وتظهر القليل من الحفر مما يدل على احتمالية وجود نشاط بركاني قديم عندما كان لا يزال قلبه سائل.

## نظام الحلقات
يوم 6 أذار 2008 ، أعلنت وكالة ناسا أن ريا قد يكون لها نظام حلقات ضعيف. ومن شأن هذا الاكتشاف أن يدل على أول ملاحظة لحلقات حول قمر. هذا الاستنتاج عن وجود وحلقات بسبب ملاحظة التغيرات ا في تدفق الالكترونات ا بسبب حقل زحل المغناطيسي وذلك حسب رصد المسبار كاسيني-هويجنز . و يبدو أن الغبار والحطام يمتد إلى مجال هيل لريا ، و هي أكثر كثافة أقرب القمر ، وتحتوي على ثلاث حلقات ضيقة ذات كثافة أعلى. وقد تعززت قضية حلقة لاحقة عن طريق مراقبة مجموعة من بقع صغيرة بالأشعة فوق البنفسجية ، وزعت على طول خط الاستواء مشرق ريا .